# Passirano

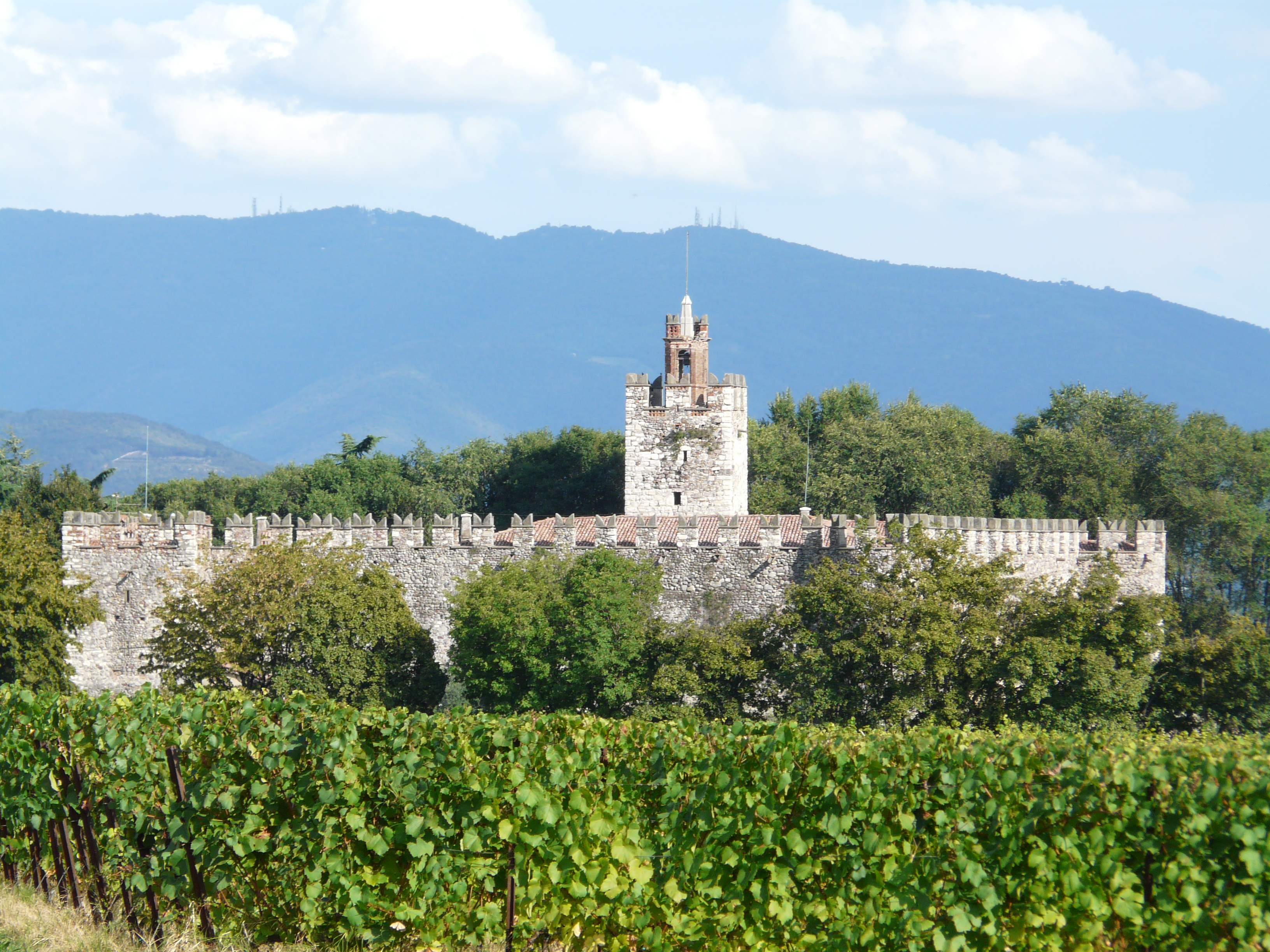
Das Kastell von Passirano

Passirano ist eine norditalienische Gemeinde (comune) mit 6876 Einwohnern (Stand 31. Dezember 2023) in der Provinz Brescia in der Lombardei. Die Gemeinde liegt etwa 15 Kilometer nordwestlich von Brescia und etwa 7 Kilometer südlich des Iseosees in der Franciacorta.

## Verkehr
Passirano liegt mit einer Bahnstation an der Bahnstrecke Cremona–Iseo. Durch die Gemeinde führt die frühere Strada Statale 510 Sebina Orientale (heute Provinzstraße) von Brescia im Südosten kommend zum Iseosee im Norden.

## Persönlichkeiten
- Andrea Cassarà (* 1984), Fechter (Florett), Olympiasieger (Athen 2004)